# Wereny
Wereny (ukr. Верени) – wieś na Ukrainie, w obwodzie lwowskim, w rejonie lwowskim, w hromadzie Kamionka Bużańska. W 2001 roku liczyła 177 mieszkańców.